# 狗头虎
狗头虎是一种传说出没于中国浙江一带的神秘生物。狗头虎通常被描述为一种体型略大于家犬，喜食腐肉，常成群结队攻击人畜的动物，其记载可追溯至清末书籍《清稗类钞》动物类“蒋叔南搏狗头虎”与“金香国杀狗头虎”一节。有观点认为，狗头虎是豺、鬣狗或野狗群，在饥饿时主动攻击人类，后来由于人类进行捕杀而逐渐消失。